# Bezprym di Polonia
Bezprym di Polonia (986 – primavera 1032) è stato un principe polacco.
Secondo altri nato nel 987, era il primo figlio del Re Boleslao I di Polonia e di Giuditta, sua seconda moglie, di origine ungherese.
Fu privato del trono di Polonia che passò al fratello Mieszko II (Miecislao). Nel 1031, alleatosi con Corrado II, imperatore del Sacro Romano Impero, e con il principe della Rutenia Yaroslav I, lo riconquistò grazie all'aiuto dei ruteni e del germanici.
Mieszko II scappò in Boemia e Bezprym inviò poi i gioielli della corona all'imperatore. Il suo regno fu breve: il suo assassinio nella primavera del 1032 consentì a Mieszko II di tornare sul trono di Polonia.
È possibile che, mentre si trovava in Ungheria, fosse stato nominato Capo delle Contee di Veszprém e Zala. In questo caso, il nome "Veszprém" deriverebbe da quello del sovrano polacco.

## Ascendenza
|                        |   |                      | Genitori              |  |  | Nonni |  |  | Bisnonni  |  |  | Trisnonni |  |
|                        |   |                      |                       |  |  |       |  |  | Siemomysł |  |  | Lestek    |  |
|                        |   |                      |                       |  |  |       |  |  | Siemomysł |  |  | Lestek    |  |
|                        |   | …                    |                       |  |  |       |  |  | Siemomysł |  |  |           |  |
| Miecislao I di Polonia |   |                      |                       |  |  |       |  |  | Siemomysł |  |  |           |  |
|                        |   | …                    | …                     |  |  |       |  |  |           |  |  |           |  |
|                        |   | …                    | …                     |  |  |       |  |  |           |  |  |           |  |
|                        |   | …                    | …                     |  |  |       |  |  |           |  |  |           |  |
| Boleslao I di Polonia  |   | …                    |                       |  |  |       |  |  |           |  |  |           |  |
|                        |   | Boleslao I di Boemia | Vratislao I di Boemia |  |  |       |  |  |           |  |  |           |  |
|                        |   | Boleslao I di Boemia | Vratislao I di Boemia |  |  |       |  |  |           |  |  |           |  |
|                        |   | Boleslao I di Boemia | Drahomira di Boemia   |  |  |       |  |  |           |  |  |           |  |
| Dubrawka               |   | Boleslao I di Boemia |                       |  |  |       |  |  |           |  |  |           |  |
|                        |   | Biagota              | …                     |  |  |       |  |  |           |  |  |           |  |
|                        |   | Biagota              | …                     |  |  |       |  |  |           |  |  |           |  |
|                        |   | Biagota              | …                     |  |  |       |  |  |           |  |  |           |  |
| Bezprym di Polonia     |   | Biagota              |                       |  |  |       |  |  |           |  |  |           |  |
|                        | … | …                    |                       |  |  |       |  |  |           |  |  |           |  |
|                        | … | …                    |                       |  |  |       |  |  |           |  |  |           |  |
|                        | … | …                    |                       |  |  |       |  |  |           |  |  |           |  |
| …                      | … |                      |                       |  |  |       |  |  |           |  |  |           |  |
|                        |   | …                    | …                     |  |  |       |  |  |           |  |  |           |  |
|                        |   | …                    | …                     |  |  |       |  |  |           |  |  |           |  |
|                        |   | …                    | …                     |  |  |       |  |  |           |  |  |           |  |
| Giuditta               |   | …                    |                       |  |  |       |  |  |           |  |  |           |  |
|                        |   | …                    | …                     |  |  |       |  |  |           |  |  |           |  |
|                        |   | …                    | …                     |  |  |       |  |  |           |  |  |           |  |
|                        |   | …                    | …                     |  |  |       |  |  |           |  |  |           |  |
| …                      |   | …                    |                       |  |  |       |  |  |           |  |  |           |  |
|                        |   | …                    | …                     |  |  |       |  |  |           |  |  |           |  |
|                        |   | …                    | …                     |  |  |       |  |  |           |  |  |           |  |
|                        |   | …                    | …                     |  |  |       |  |  |           |  |  |           |  |
|                        |   | …                    |                       |  |  |       |  |  |           |  |  |           |  |